# Engelen
För restaurangen i Stockholm med samma namn se Restaurang Engelen
Engelen är en finländsk-norsk-svensk dramafilm från 2009 i regi av Margreth Olin. I huvudrollen som narkomanen Lea ses Maria Bonnevie.

## Handling
När Leas far dör blir hennes mor tillsammans med sin exman Ole. Efter en tid blir misshandel och alkohol ett återkommande inslag i familjelivet och Lea börjar därför att missbruka droger. När Lea senare själv blir mor till Sonja väljer hon att lämna bort henne för att Sonja inte ska råka ut för samma försummelse som hon själv och för att bli kvitt sitt missbruk.

## Rollista
- Maria Bonnevie
- Börje Ahlstedt
- Antti Reini
- Lena Endre
- Gunilla Röör
- Benjamin Helstad
- Emir Mulasmanovic
- Helene Michaelsen

## Om filmen
Filmen producerades av Thomas Robsahm för produktionsbolaget Speranza Film A/S. Den spelades in i Norge under april 2008. Den fotades av Kim Hiorthøy, klipptes av Helge Billing och premiärvisades på Toronto International Film Festival den 15 september 2009.
Engelen har belönats med flera priser. Vid Göteborgs filmfestival 2010 mottog den publikens pris. Vid Amandaprisen samma år vann Röör pris för bästa biroll och Olin Public Choice Award. Därtill nominerades Bonnevie i kategorin bästa skådespelerska och Olin för årets manus.